# Sondaż atmosferyczny
Sondaż atmosferyczny – pomiar pionowych własności fizycznych atmosfery takich jak ciśnienie, temperatura punktu rosy, temperatura, prędkość i kierunek wiatru, ilość skroplonej wody, wielkość kropli, stężenie ozonu, stężenie pyłów zawieszonych, i innych parametrów. Sondaże atmosferyczne dokonywane są pomiarami in situ oraz metodami teledetekcyjnymi.